# Takashi Sakurai
Takashi Sakurai (Shizuoka, 4 mei 1977) is een voormalig Japans voetballer.

## Carrière
Takashi Sakurai speelde tussen 1996 en 2000 voor Yokohama Flügels en Consadole Sapporo.

## Statistieken
| Japan   | Japan             | Japan       | League | League | Emperor's Cup | Emperor's Cup | J-League Cup | J-League Cup | Totaal | Totaal |
| Seizoen | Club              | League      | Wed.   | Goals  | Wed.          | Goals         | Wed.         | Goals        | Wed.   | Goals  |
| ------- | ----------------- | ----------- | ------ | ------ | ------------- | ------------- | ------------ | ------------ | ------ | ------ |
| 1996    | Yokohama Flügels  | J. League 1 | 0      | 0      | 0             | 0             | 0            | 0            | 0      | 0      |
| 1997    | Yokohama Flügels  | J. League 1 | 0      | 0      | 1             | 0             | 0            | 0            | 1      | 0      |
| 1998    | Yokohama Flügels  | J. League 1 | 1      | 0      | 1             | 0             |              |              | 2      | 0      |
| 1999    | Consadole Sapporo | J. League 2 | 4      | 0      | 3             | 0             | 0            | 0            | 7      | 0      |
| 2000    | Consadole Sapporo | J. League 2 | 4      | 0      | 0             | 0             | 0            | 0            | 4      | 0      |
| Totaal  | Totaal            | Totaal      | 9      | 0      | 5             | 0             | 0            | 0            | 14     | 0      |